# 巢鴨兒童遺棄事件
巢鴨兒童遺棄事件（日语：巣鴨子供置き去り事件）是1988年發生於日本東京豐島區的兒童遺棄事件。

## 事件經過
- 1973年、長男誕生。
- 1979年、長男父親失蹤。
- 1981年、長女（第二子）誕生。
- 1984年、次男（第三子）誕生，不久之後死亡。
- 1985年、次女（第四子）誕生。
- 1986年、三女（第五子）誕生。
- 1987年秋、母親拋棄家庭，不定時匯錢給長男，也會偶爾約長男到麥當勞，問問孩子們的近況。
- 1988年
  - 4月、三女（2歲）被長男的朋友毆打致死。
  - 7月17日、巣鴨警察署發現長男（推定14歲～15歲）、長女（7歲）、次女（3歲）、白骨化次男遺體。
  - 瘦弱的長女跟次女由保護中心照顧。
  - 8月、母親因遺棄罪被逮捕・起訴，被判刑期三年、緩刑四年。
- 事件後，長女與次女由母親扶養。